# 大韓航空902號班機空難
大韩航空902號班機（KAL902，KE902）是一架大韓航空的波音707民航客機，于1978年4月20日在蘇聯境内的摩尔曼斯克附近被苏联国土防空軍軍機擊中，109名乘客和机组人员中有2名乘客死亡，13人受伤，飛機最後迫降在苏联俄罗斯苏维埃联邦社会主义共和国卡累利阿苏维埃社会主义自治共和国洛乌希以南已经冰冻的科皮亚维湖湖面上。

## 事件起因

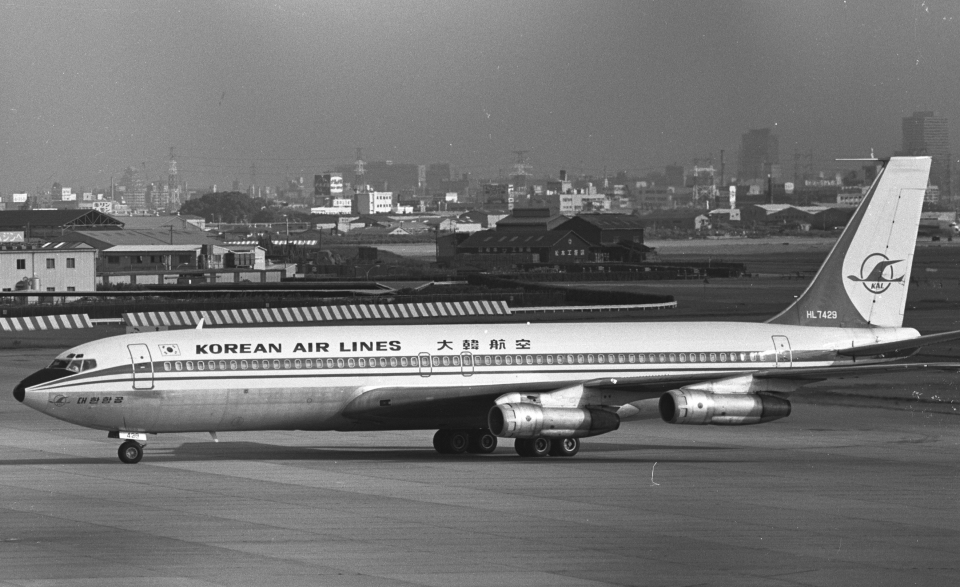
HL7429，涉事飛機，1977 年 8 月在大阪國際機場

该架波音707客機（机身註冊編號：HL7429）机长是金暢圭，副机长是車淳道，领航员是李根植。原定在1978年4月20日下午3时由法國巴黎途經美国阿拉斯加的加油后，再前往韓國汉城（今首尔）。飛機沒有配備慣性導航系統，而飞行员在转换地磁方位和真實航向数据时参照了錯误的磁偏角标记来设置他们的导航系統，最后该班机沿此航线飞越英國和冰島後碰上地磁北，導致飛機实际航向以弧形航线大幅度偏转，而穿越斯堪地那維亞半岛和巴倫支海进入蘇聯領空。
4月20日晚，位于蘇聯摩尔曼斯克的防空第10集团军指挥部作战值班员萨莫伊洛夫收到由格卢布金中校所属雷达站的报告：一架不明飞机距苏联海岸线300公里，高度9,000米，时速900公里。指挥部立即命令所有地面防空雷达进入戒备状态，并要求对该飞机进行监视。21时19分，902号客机在摩尔曼斯克地区进入苏联领空，向科拉半岛飞去。防空第10集团军指挥部在向莫斯科国土防空军指挥部报告的同时，还分别命令所属第21防空军第5防空师所属的第265航空兵团和第365航空兵团出动蘇霍伊-15戰機升空拦截。第431航空兵团波索夫（A. Boskov）大尉驾驶的苏-15战斗机从坎达拉克沙附近的Afrikanda机场升空拦截。

## 事发经过

### 蘇聯說法
按照苏联事后的说法，波索夫升空后不久即发现目标，其尾随目标一段航程后确定这是一架由波音707客机改装而成的美国RC-135电子侦察机（同美國空军部分大型飞机一样，RC-135原是以波音707的機身改造而成）。摩尔曼斯克防空指挥部在收到波索夫大尉“发现一架美国RC-135电子侦察机”的报告后，命令波索夫“迫使飞机在最近的机场降落”。随后，波索夫连续向902号班机发出迫降信号，并一度在近距离打开降落灯示意对方降落，但后者没有任何回应，仍继续向科拉半岛方向飞行。后來902号班机突然调整航向，朝与苏联接壤的芬兰方向飞去。摩尔曼斯克指挥部的萨莫伊洛夫向防空集团军司令德米特利耶夫中将报告了这一情况。后者听完汇报后随即下达攻击命令。晚上21时42分，波索夫驾机接近902号客机，向其发射一枚紅外線導引空对空导弹，擊中902号航班的左邊機翼，機翼外侧被嚴重損毀，且爆炸碎片卡住了左侧的一部引擎。同时弹片穿破了机身致使機舱瞬間失壓，導致97名乘客中的2人死亡。随后902号班机下降高度进入云层，与苏联战斗机失去联系。

### 美國說法
按照美国事后的说法，苏联战斗机在发现902号航班后並无作出任何迫其降落的警告或信号，902号航班副机长车颂栋发现了在他们附近苏方战斗机的灯光。美方监听到苏联飞行员向其上司报告称“根据标示显示这是一架波音707民航机”并幾次嘗試取消先前的攻击命令。在接到苏联地面指挥部的第二次攻击命令后，苏联战斗机向902号航班发射了两枚导弹，一枚击中飞机的左翼，另一枚射失。弹片穿透机舱，导致一名韩国商人和一名日本遊客当场死亡，并造成机舱失压。
902号航班被击中后从7,000米高下降至1,500米左右又继续飞行了约40分钟，此时从第5防空师第265航空兵团起飞的四架蘇-15战斗机分别由斯洛博奇科夫上尉、A·克列福夫（Anatoly Kerefov）、A·根别尔科和诺沃日罗夫驾驶编队升空拦截目标。随后902号航班在科皮亚维湖上空进行耗油盘旋。苏联的四架战斗机在空中对其跟踪和监视，但没有再进行攻击。23时05分，902号航班在苏联凯姆市以南的科皮亚维湖的冰面上用机腹迫降。降落时，飞机向前滑行了大约300米，并一度呈90°角度停靠在湖岸边。迫降地点位于摩尔曼斯克南约400公里处，距芬蘭邊境约32公里。两小时后，苏方人员赶到现场，苏军直升机将死难者遗体、伤员以及儿童送往附近的凯姆市，其他乘客被安置在军营。两天后，苏方在摩尔曼斯克机场将机上95名乘客转交美国驻列宁格勒总领事馆和美国泛美航空公司的代表。

## 结果
所有乘客两天後獲釋，搭乘一架泛美航空的波音727客機离开莫曼斯克抵达芬兰首都赫尔辛基，在那里等待的另一架波音707客机把这些乘客最终送到了南韩汉城。機组人員被留下來调查，在调查过程，韩国飞行员承認驾机误入苏联的领空。他们亦承认曾收到苏联战斗机发出的迫降信号，但是没理会。蘇聯政府後來曾向韓國政府索取十萬美元的“照顧費”，用于补偿在这段期间苏方为902号航班上的乘客所支付的各项开销。
1978年4月24日，苏联塔斯社公开报道了這次事件。报道称：苏联军方和地方政府对这次事件进行了10天的调查，结果没有发现客机上装备无线电侦察设备。就在塔斯社报道这次事件的当天，苏联国土防空军总司令耶夫根尼·萨维茨基空军元帅视察了事件中波音-707客机的座舱。随后，苏联飞机制造厂航空工程技术人员将飞机零件拆卸下来，使用米-6直升机将其运往停泊在坎达拉克沙湾的拖船上。

## 其他报導
- 事件中的航班机长金昌基，事发时46岁，曾在韩战中参加过对苏联空军的战斗。
- 在902号航班飞行的途中，一位来自日本的乘客Kishio Otani曾发觉飞机航向有误，因为他曾多次乘坐该次航班，他认为飞机从巴黎飞往阿拉斯加，太阳应该在飞机的右边，而他发觉这次却在左边。根据这位日本乘客叙述：当飞机迫降成功后，机长金昌基曾向几名乘客解释，导致这次事故的原因是因为他的导航系統失效，并称他们可能在错误的航线上飞行了4个小时。
- 大韩航空在事件之后宣布改用麦道DC-10型客机飞巴黎至漢城的航线，该型号飞机配备惯性导航系统。
- 在事故發生的五年後，几乎完全相同的事件發生在大韓航空007號班機身上，然而後者造成機上所有人遇難。

## 來源
- aviation-safety.net美方对此事件相關報告（页面存档备份，存于）
- 苏方对此事件相关报道（页面存档备份，存于）